# Persévérance dans la croyance
La persévérance dans la croyance (également connue sous le nom de conservatisme conceptuel) maintient une croyance en dépit de nouvelles informations qui la contredisent fermement. Puisque la rationalité implique une flexibilité conceptuelle,, la persévérance de la croyance correspond à la vision selon laquelle les êtres humains agissent parfois de manière irrationnelle. Le philosophe F.C.S. Schiller estime que la persévérance « mérite de figurer parmi les lois fondamentales de la nature ».

## Les preuves de la psychologie expérimentale
Selon Lee Ross et Craig A. Anderson, « les croyances resistant remarquablement face à des défis empiriques qui semblent logiquement dévastateurs ». Les expériences suivantes peuvent être interprétées ou réinterprétées à l'aide du concept de la persévérance de la croyance. La première étude sur la persévérance des croyances a été réalisé par Festinger, Riecken et Schachter. Ces psychologues ont fréquenté une secte dont les membres étaient convaincus que le monde se terminerait le 21 décembre 1954. Après l'échec de la prédiction, la plupart des croyants conservaient toujours leur foi.
Lorsqu'on leur a demandé de réévaluer les estimations de probabilité à la lumière de nouvelles informations, les sujets ont montré une tendance marquée à ne pas accorder suffisamment d'importance aux nouvelles preuves.
Dans une autre étude, on a posé sept problèmes arithmétiques à des adolescents et à des adultes compétents en mathématiques et on leur a d'abord demandé des réponses approximatives calculés mentalement. On leur a ensuite demandé les réponses exactes à l’aide d’une calculatrice conçue pour produire des résultats de plus en plus erronés (par exemple, donnant 252 × 1,2 = 452,4 alors qu’il s’agit en réalité de 302,4). En réfléchissant sur leurs compétences ou sur leurs techniques d'estimation, environ la moitié des sujets sont allés au bout des sept problèmes sans renoncer une fois à la conviction que les calculatrices sont infaillibles.
Lee Ross et Craig A. Anderson ont laissé croire à certains sujets qu'il existait une corrélation positive entre la préférence declarée des pompiers pour la prise de risques et leur performance professionnelle. On a dit aux autres sujets que la corrélation était négative. Les sujets ont ensuite été soumis à une série de questions approfondies et amené à comprendre qu’il n’existait aucune corrélation entre la prise de risque et la performance. Ces auteurs ont constaté que les entretiens post-débriefing indiquaient des niveaux importants de persévérance dans les croyances. 
Dans une autre étude, les sujets ont passé environ quatre heures à suivre les instructions d’un manuel pratique. À un moment donné, le manuel a introduit une formule qui leur amenait à croire que les sphères sont 50% plus grandes qu’elles ne le sont. Les sujets ont ensuite reçu une sphère réelle et ont été invités à déterminer son volume ; d’abord en utilisant la formule, puis en remplissant la sphère avec de l'eau, en transférant l'eau dans une boîte et en mesurant directement le volume d'eau dans la boîte. Lors de la dernière expérience de cette série, les 19 sujets étaient titulaires d’un doctorat en sciences naturelles, étaient employés en tant que chercheurs ou professeurs dans deux grandes universités et procédaient à la comparaison entre les deux mesures de volume une seconde fois avec une sphère plus grande. Tous les scientifiques sauf un sont restés attachés à la formule fallacieuse malgré leurs observations empiriques.
Prises ensemble, ces expériences conduisent à une conclusion surprenante :

« Même lorsque nous traitons avec des conceptions idéologiquement neutres de la réalité, lorsque ces conceptions ont été récemment acquises, quand elles nous sont parvenues de sources inconnues, quand elles ont été assimilées pour des raisons fallacieuses, quand leur abandon implique peu de risques ou de coûts tangibles, et même quand elles sont fortement contredites par les événements ultérieurs, nous sommes, au moins pour un temps, peu enclins à douter de telles conceptions sur le plan verbal et avons peu de chances de les abandonner dans la pratique. »